# Zihron Jakov
Zihron Jakov (hebrejsko זִכְרוֹן יַעֲקֹב, 'Jakobov spomenik'), pogosto le Zihron, je mestece v Izraelu, 35 kilometrov južno od mesta Hajfa in spada v administrativno okrožje Hajfe. Leži na južnem koncu pogorja Karmel, od koder pogled sega na Sredozemsko morje. Nahaja se v bližini obalne avtoceste. Zihron je bila ena prvih judovskih naselbin v deželi; leta 1882 jo je osnoval baron Edmond James de Rothschild in jo v čast svojemu očetu poimenoval Ya'akov.
Mestece Zihron Jakov je zaslovelo med prvo svetovno vojno, ko je Sarah Aaronsohn s svojima bratoma Aaronom in Alexom ter prijateljem Avshalomom Feinbergom tu ustanovila vohunsko mrežo Nili. Skupina se je prostovoljno odločila vohuniti za položaji Osmancev in predajati informacije Britancem. Septembra 1917 so Osmani prestregli enega od Sarinih poštnih golobov in tako prišli na sled organizaciji. Oktobra so obkolili Zihron Jakov ter aretirali Sarah in več drugih. Po štirih dnevih mučenja ji je uspelo ustreliti se s skrito pištolo, s čimer se je izognila nadaljnjemu mučenju in zaščitila svoje sodelavce. Hiša Aaronsohnovih – muzej o mreži Nili – pričuje o tistem času.